# میر یحیی اصفهانی
میریحیی اصفهانی (درگذشت ۱۰۵۰ ه‍.ق) از خوشنویسان صاحب‌نام و از استادان برجستهٔ خط نستعلیق در قرن یازدهم هجری است. او از شاگردان طراز اوّل میرعماد به‌شمار می‌رود.
میریحیی برادر زن و شاگرد میرعماد بود و با وجود این از شیوهٔ میرعلی هروی در خوشنویسی نستعلیق پیروی می‌کرده است. او خطوط ششگانه را از خفی تا جلی خوش می‌نوشته است. شاه عباس به او لقب «میرثانی» داده بود. و گاهی لقب «محیی‌الکُتاب» داشته است. درگذشتش را به سال ۱۰۵۰ ه‍.ق ضبط کرده‌اند.
در مجموعهٔ آقای عباس غازی که از خوشنویسان و موسیقی‌دانان و مشوّق هنرمندان اصفهان می‌باشد، قطعه‌ای از خط نستعلیق او وجود دارد.